# Mirjeta Shala
Mirjeta Shala es una modelo kosovar, reconocida internacionalmente por obtener el título de Miss Kosovo 2013, pero no pudo representar a Kosovo en  Miss Universo 2013 debido a los problemas políticos que tiene su país con Rusia, país sede en donde se realizó dicho concurso. Después de dos años volvió a obtener el título de Miss Kosovo, está vez como Miss Kosovo 2015 y aunque si pudo representar a su país en el concurso de Miss Universo 2015, no ganó el título de Miss Universo.

## Miss Universo 2013
Dentro de sus responsabilidades como Miss Universo Kosovo, Shala tuvo la oportunidad de representar a su país en el Concurso de  Miss Universo 2013 en el Crocus City Hall de la ciudad de Moscú, Rusia; pero debido a que el certamen se realizó en territorio Ruso y este país se opone radicalmente a la independencia de Kosovo, por razones políticas, Kosovo se retirará por primera vez en 6 años de participación de este país en Miss Universo. Como consecuencia el organizador del certamen «Miss Albania» decidió que tampoco enviaría a Kristina Bakiu (Miss Albania Universo 2013) como forma de protesta.

## Miss Universo 2015
Shala fue designada por Fadil Berisha y Agnesa Vuthaj para competir en Miss Universo 2015.

## Biografía y carrera
Mirjeta nació en la ciudad de Vushtrria, al norte de Kosovo, desde pequeña siempre se vio atraída por el mundo del modelaje. A la edad de 16 años, participó en el espectáculo «Top Model», organizado por TV21 donde llegó a convertirse en la ganadora. Poco después, participó en el concurso «Miss Globe Kosovo», donde ganó el primer lugar y representó a su país en el Miss Globe International 2010, celebrado en Chipre.
Tras el concurso de Miss Globe International 2010, fue invitada para una sesión de fotos y un desfile de moda organizado por «Fashion TV». Después de que fue adquiriendo el apoyo del público y los organismos internacionales tenía muchas ofertas de trabajo por varias agencias, fresa desde Mirjeta sigue asistiendo a la escuela,; Sin embargo ella pretende terminar sus estudios para luego evocar a dichas propuestas de trabajo. Desde los 16 años ha venido desarrollándose exitosamente en desfiles de moda, sesiones de foto-shooting, anuncios publicitarios, y es por ello que es considerada una de las modelos más solicitadas del país.
| Predecesor: Diana Avdiu | Miss Universo Kosovo 2013 | Sucesor: Artnesa Krasniqi |